# イワヒバ

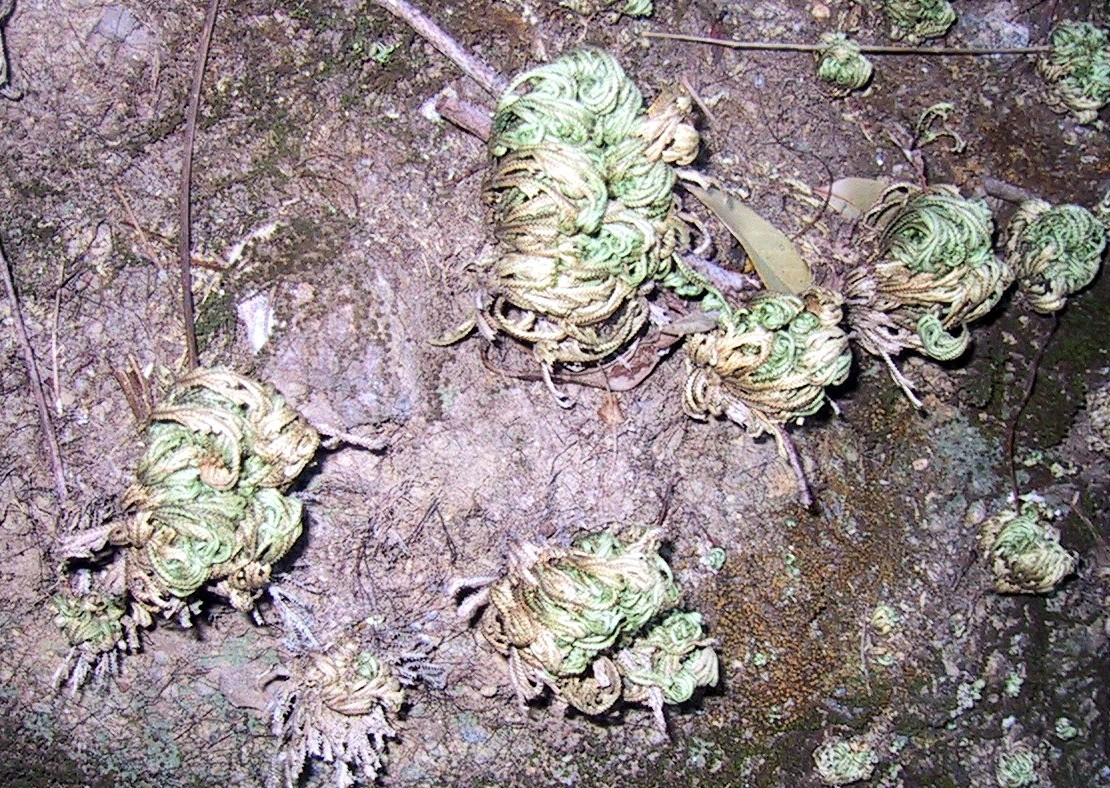
乾燥して丸くなったところ

イワヒバ（岩檜葉、学名：Selaginella tamariscina）は、ヒカゲノカズラ植物門イワヒバ科に属するシダ植物の1つである。和名の由来はその枝葉が桧に似ており、岩の上に生じることによる。別名をイワマツ（岩松）とも言う。
イワヒバ科に属する他の植物と同様に、細くて分枝した茎に鱗片状の小さな葉を密生させる。ただし、イワヒバ以外は、茎の先端が伸び、細長く地上をはい回り、コケ状になるが、イワヒバの茎は伸び続けず、数回の分枝をするとそれで止まってしまい、新たな茎がその基部から出る。新たな茎の出る中心部からは茎が放射状に出る。またその部分からは細かいのが出て、次第にその先端が持ち上がる。つまり根の塊が茎のように見え、その先からは葉状の茎が放射状、水平に出るので全体の姿はソテツかヤシの木のようにも見える。この葉状の茎は乾燥すると丸く縮まって集まる。

## 形態
外見上は幹の先端に葉を輪生状に出したように見える。この幹は実際には根や担根体が絡み合ったもので、仮幹と言われる。仮幹は高さが20cmに達することもあり、分枝をするものもある。
仮幹の先端からは葉状のものを多数、輪生状に出す。これは実際には枝で、本当の葉はその枝に着いた鱗片である。この枝葉やや羽状に数回分枝し、全体の形は楕円形に広がる。枝は普通はこの形に伸びた後は成長を止め、往々にして先端には胞子形成部である胞子のう穂を生じる。胞子のう穂は四角柱状。葉は鱗片状で枝の表面を密に覆う。その形には背葉と腹葉の区別がある。
また、乾燥するとこの枝全体が内側に巻き込むように丸まる。雨などで水分が十分に補給されると、数時間から数日の間にこの枝をのばして輪生状に広がる。そのためイワヒバ科は復活草とも言われる。この現象には、クマムシやネムリユスリカなどのクリプトビオシスと同様に二糖類のトレハロースが深く関与していると考えられる。

## 生育環境
主として岩場に着生する。樹上に出ることは少ない。比較的乾燥した岩場にも出現するが、日陰やあまり水の当たるような場所には出ない。
多くの場合、多数の株が集まって生育しその根が集まって岩盤の上にクッションを形成する。そこに根を下ろす植物もあり、何種類もの着生植物が集まった群落を形成することも多い。
日本ではほぼ全土にわたって分布域があるが温帯域より下に生息し、国外では東南アジアの高山にかけて分布する。

## 利用
止血剤として利用されたこともある。

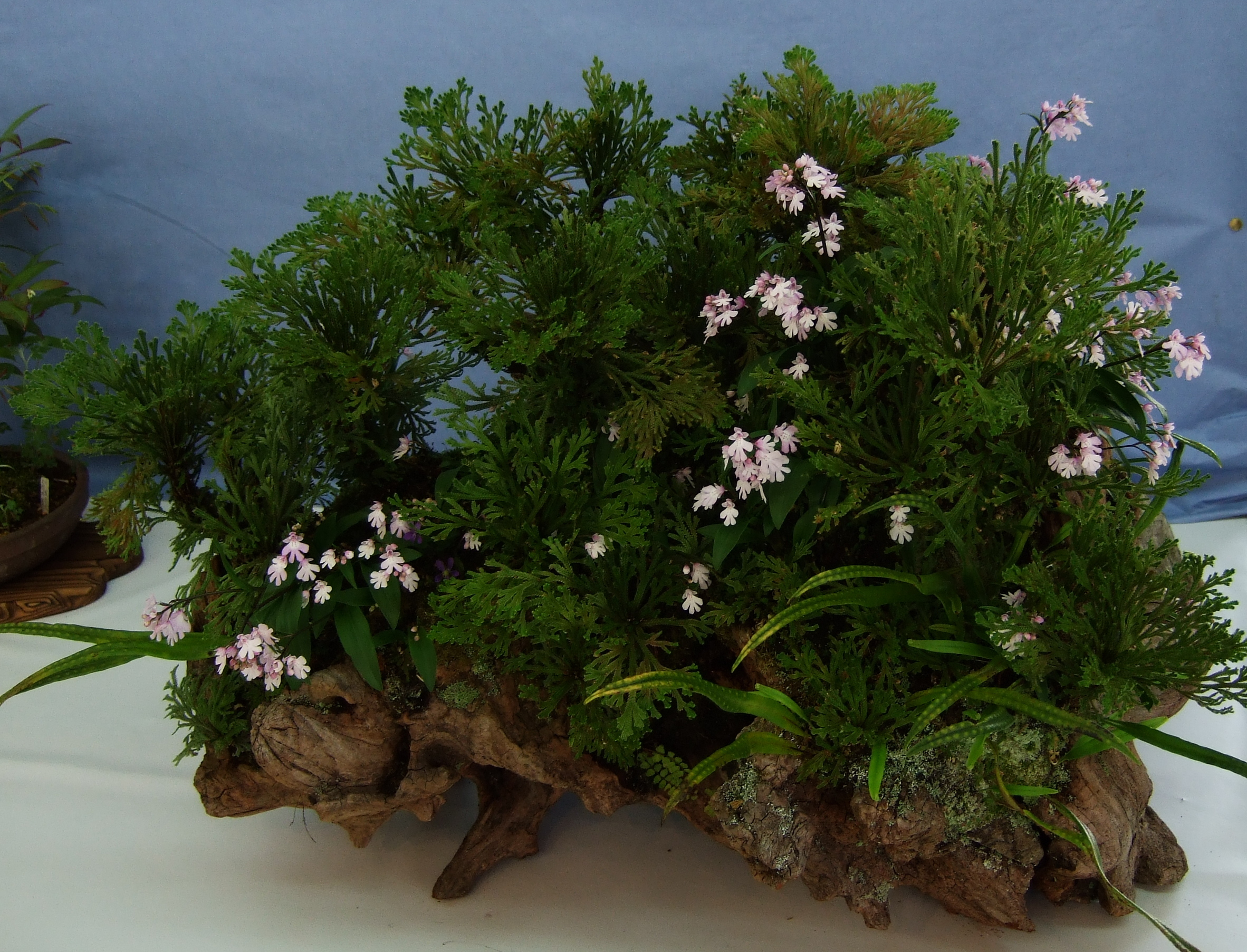
栽培の大株・イワチドリの栽培基盤にもなっている

姿のおもしろさから盆栽として、栽培されることもある。特に仮幹が高く伸び上がったものは古木のような趣があるので喜ばれる。またその根の塊は着生植物を育てるのにも向いており、大鉢にイワヒバを育てその根のところでセッコクやムギランなどを育てる例もある。

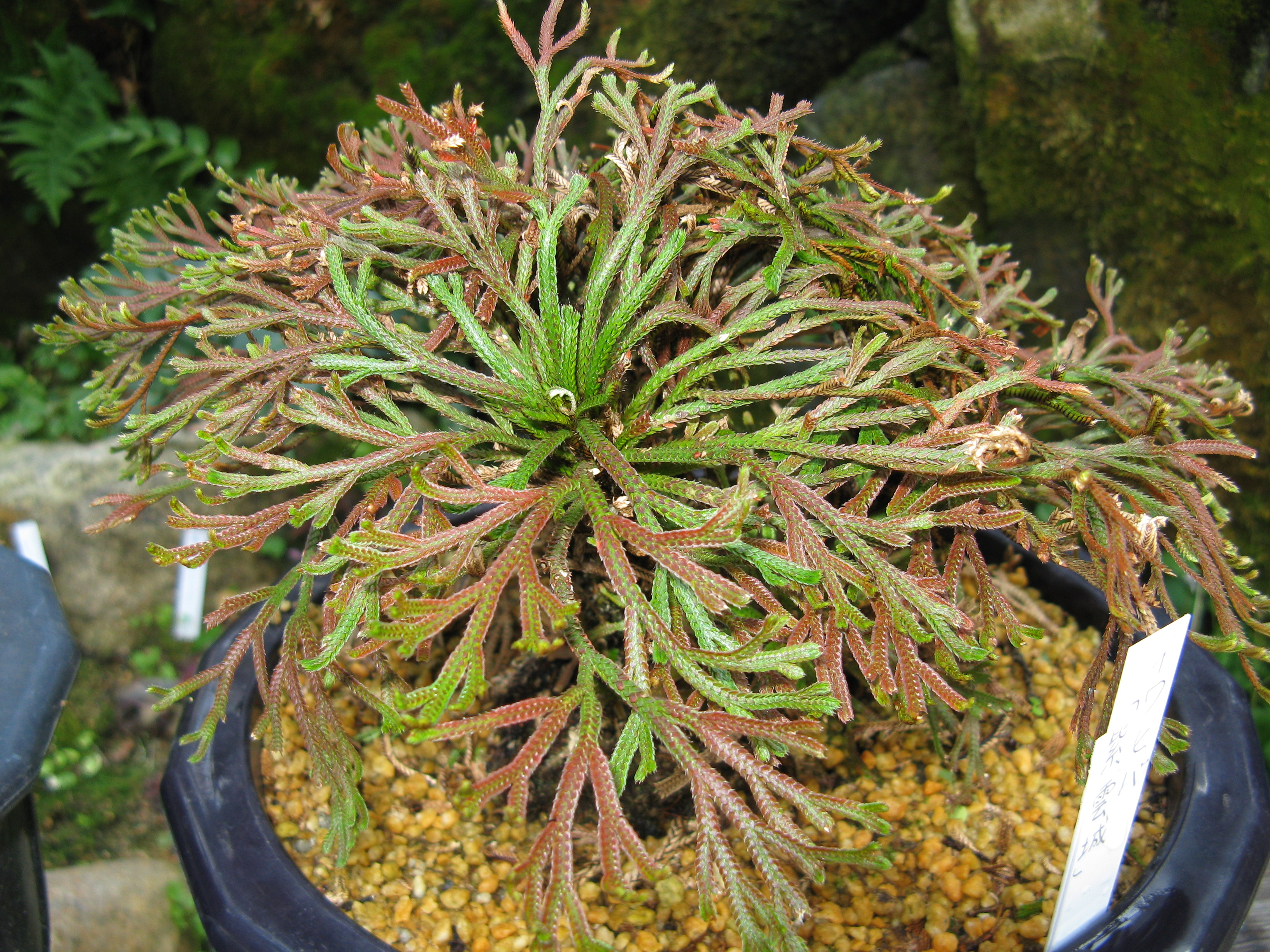
園芸品種の一つ・紫雲城

また、茎が斑入りのものや枝分かれに特徴があるもについては、鑑賞用に用いられる。古典園芸植物としても扱われ、現在も数十の品種がある。古典園芸植物としては巻柏と標記し、読みはイワヒバである。
岩場に自生しているものは、採集のために減少している地域がある。